# Felix Boehm (Physiker)
Felix Hans Boehm (* 9. Juni 1924 in Basel; † 25. Mai 2021 in Altadena, Kalifornien) war ein schweizerisch-US-amerikanischer Experimentalphysiker, der sich mit Kernphysik, schwacher Wechselwirkung und Neutrinophysik beschäftigte.

## Werdegang
Boehm studierte Physik an der Universität Genf und der ETH Zürich, wo er 1948 sein Diplom ablegte und 1951 promovierte. 1952 ging er als Boese-Fellow an die Columbia University zu C. S. Wu und 1953 ans Caltech zu Jesse DuMond und Charles Lauritsen. 1958 wurde er Assistant Professor und 1961 Professor am Caltech. 1961 wurde er Sloan Research Fellow.
1957/58 war er Gastprofessor an der Universität Heidelberg (auf Einladung von Jensen), 1965/66 an der Universität Kopenhagen, war 1971/72 am CERN, 1979/80 am Laue-Langevin-Institut in Grenoble, am Paul Scherrer Institut, 1980 an der Ludwig-Maximilians-Universität München und 1981 an der ETH Zürich (ein früheres Angebot einer Professur an der ETH hatte er zugunsten des Caltech ausgeschlagen). Ab 1995 war er am Caltech Professor emeritus.

## Forschungsschwerpunkte
Er beschäftigte sich in den 1950er-Jahren vor allem mit Experimenten zur Paritätsverletzung, deren Verletzung zuerst von C. S. Wu experimentell bestätigt worden war, was Boehm mit Aaldert Wapstra 1956 wiederum bestätigte (durch Messung der zirkularen Polarisation der Gammastrahlen im Betazerfall). Dabei kam er auch mit den Theoretikern Richard Feynman und Murray Gell-Mann in Kontakt. Später befasste er sich mit der Röntgenspektroskopie in der Kernphysik (Isotopenverschiebung von K-Schalen Elektronen, später Muonen am CERN und an der Los Alamos Meson Physics Facility (LAMPF) in Los Alamos), mit Neutrinophysik (wie der damals in den 1980er Jahren vergeblichen Suche nach Neutrino-Oszillationen am Paul Scherrer Institut) und Experimenten zum Doppelten Betazerfall, die unter anderem im Gotthardtunnel ausgeführt wurden. Er suchte auch lange vergeblich nach Verletzungen der Zeitumkehrinvarianz in der Kernphysik (fand aber mit seiner Gruppe obere Schranken). 1970 fand er Verletzungen der Parität in der Kernphysik (beobachtbar als zirkulare Polarisation in Gammazerfällen unpolarisierter Kerne). Dabei arbeitete er seit 1970 mit dem Theoretiker Petr Vogel vom Caltech zusammen.

## Ehrungen
Ab 1983 war er Mitglied der National Academy of Sciences. 1995 erhielt er den Tom-W.-Bonner-Preis für Kernphysik. 1980 gewann er den Humboldt-Forschungspreis. 2006 wurde er zum Fellow der American Association for the Advancement of Science gewählt.

## Sonstiges
1960 gelang es Boehm, den späteren Nobelpreisträger Rudolf Mößbauer an das California Institute of Technology zu holen.

## Schriften
- Felix Boehm, Petr Vogel: Physics of massive neutrinos, Cambridge University Press 1987, 1992.